# Талайгуа-Нуэво
Талайгуа-Нуэво (исп. Talaigua Nuevo) — город и муниципалитет на севере Колумбии, на территории департамента Боливар.

## История
Поселение, из которого позднее вырос город, было основано в 1840 году. Муниципалитет Талайгуа-Нуэво был выделен в отдельную административную единицу в 1984 году.

## Географическое положение
Город расположен на северо-востоке центральной части департамента, на левом берегу рукава Момпос реки Магдалена, на расстоянии приблизительно 153 километров к юго-востоку от города Картахена, административного центра департамента. Абсолютная высота — 7 метров над уровнем моря.

Муниципалитет Талайгуа-Нуэво граничит на юге и юго-востоке с территорией муниципалитета Санта-Крус-де-Момпос, на юго-западе — с муниципалитетом Сикуко, на западе и северо-западе — с муниципалитетом Маганге, на севере и востоке — с территорией департамента Магдалена. Площадь муниципалитета составляет 261 км².

## Население
По данным Национального административного департамента статистики Колумбии, совокупная численность населения города и муниципалитета в 2015 году составляла 11 350 человек.
Динамика численности населения муниципалитета по годам:
| 2005   | 2006   | 2007   | 2008   | 2009   | 2010   | 2011   | 2012   | 2013   | 2014   | 2015   |
| ------ | ------ | ------ | ------ | ------ | ------ | ------ | ------ | ------ | ------ | ------ |
| 11 086 | 11 119 | 11 137 | 11 148 | 11 167 | 11 190 | 11 220 | 11 250 | 11 278 | 11 318 | 11 350 |

Согласно данным переписи 2005 года мужчины составляли 53,2 % от населения Талайгуа-Нуэво, женщины — соответственно 46,8 %. В расовом отношении белые и метисы составляли 91,2 % от населения города; негры, мулаты и райсальцы — 8,7 %; индейцы — 0,1 %.
Уровень грамотности среди всего населения составлял 80,4 %.

## Экономика
Основу экономики Талайгуа-Нуэво составляют скотоводство и рыболовство.

41,7 % от общего числа городских и муниципальных предприятий составляют предприятия торговой сферы, 30,4 % — предприятия сферы обслуживания, 26,6 % — промышленные предприятия, 1,3 % — предприятия иных отраслей экономики.

## Транспорт
Через город проходит национальное шоссе № 78 (исп. Ruta Nacional 78).